# Kentville
Kentville är en ort i Kanada.   Den ligger i countyt Kings County och provinsen Nova Scotia, i den sydöstra delen av landet, 900 km öster om huvudstaden Ottawa. Kentville ligger 15 meter över havet och antalet invånare är 12 636.
Terrängen runt Kentville är lite kuperad. Kentville är det största samhället i trakten. 
Omgivningarna runt Kentville är en mosaik av jordbruksmark och naturlig växtlighet. Runt Kentville är det ganska glesbefolkat, med 29 invånare per kvadratkilometer.